# Barbie Ferreira
Barbie Ferreira, född 14 december 1996 i Queens, New York, är en amerikansk skådespelare.
Ferreira har bland annat medverkat i filmerna Unpregnant från 2020 och Nope från 2022. Hon har även medverkat i TV-serien Euphoria (2019–2022).

## Filmografi (i urval)
- 2019–2022: Euphoria
- 2020: Unpregnant
- 2022: Nope
- 2024: House of Spoils